# تفجير أبوجا 2011
تفجير أبوجا 2011 كان انفجار سيارة مفخخة يوم الجمعة 26 أغسطس 2011 في مبنى الأمم المتحدة في العاصمة النيجيرية أبوجا مما أسفر عن مقتل 21 على الأقل وإصابة أكثر من 60 شخص. أعلن متحدث باسم جماعة بوكو حرام مسؤوليتها في وقت لاحق.
في حوالي الساعة 11:00 بالتوقيت المحلي في المنطقة الدبلوماسية بوسط المدينة اخترقت السيارة المفخخة حاجزين أمنيين. ثم فجر سائقها القنبلة بعد اصطدامها بمنطقة استقبال الأمم المتحدة. تسببت القنبلة في دمار الطوابق السفلية من المبنى. ويقال إن المبنى هو المقر الرئيسي لنحو 400 موظف بالأمم المتحدة، لكن لم يتضح عدد الذين كانوا داخل المبنى وقت الهجوم.
انهار جناح بالمبنى وتضرر الطابق الأرضى بشدة. تواجدت خدمات الطوارئ على الفور في مكان الحادث وتقوم بنقل الجثث من المبنى ونقل الجرحى إلى المستشفى. تم إحضار رافعات إلى موقع الانفجار لتحريك كتلة الأنقاض والتأكد من عدم وجود أي شخص محاصر هناك.
أسفر الانفجار عن مقتل ما لا يقل عن 21 شخصًا وإصابة 73. وقالت وزيرة الدولة للشؤون الخارجية فيولا أونوليري: «هذا ليس هجومًا على نيجيريا بل على المجتمع الدولي وهجوم على العالم». سكرتير الأمم المتحدة بان كي مون وصف الهجوم بأنه «هجوم على أولئك الذين يكرسون أنفسهم لمساعدة الآخرين». الهجوم هو أول تفجير انتحاري في نيجيريا يهاجم منظمة دولية.
في سبتمبر 2011 زعمت وزارة أمن الدولة النيجيرية أن مامان نور كان العقل المدبر للهجوم وعرضت مكافأة قدرها 26 مليون نيرة نيجيرية (160 ألف دولار أمريكي) للقبض عليه. كما مثل أربعة رجال أمام محكمة الصلح في أبوجا بتهمة تنظيم التفجير، وتم حبسهم احتياطيًا في جلسة استماع فيدرالية.